# Pagoda di Wongaksa

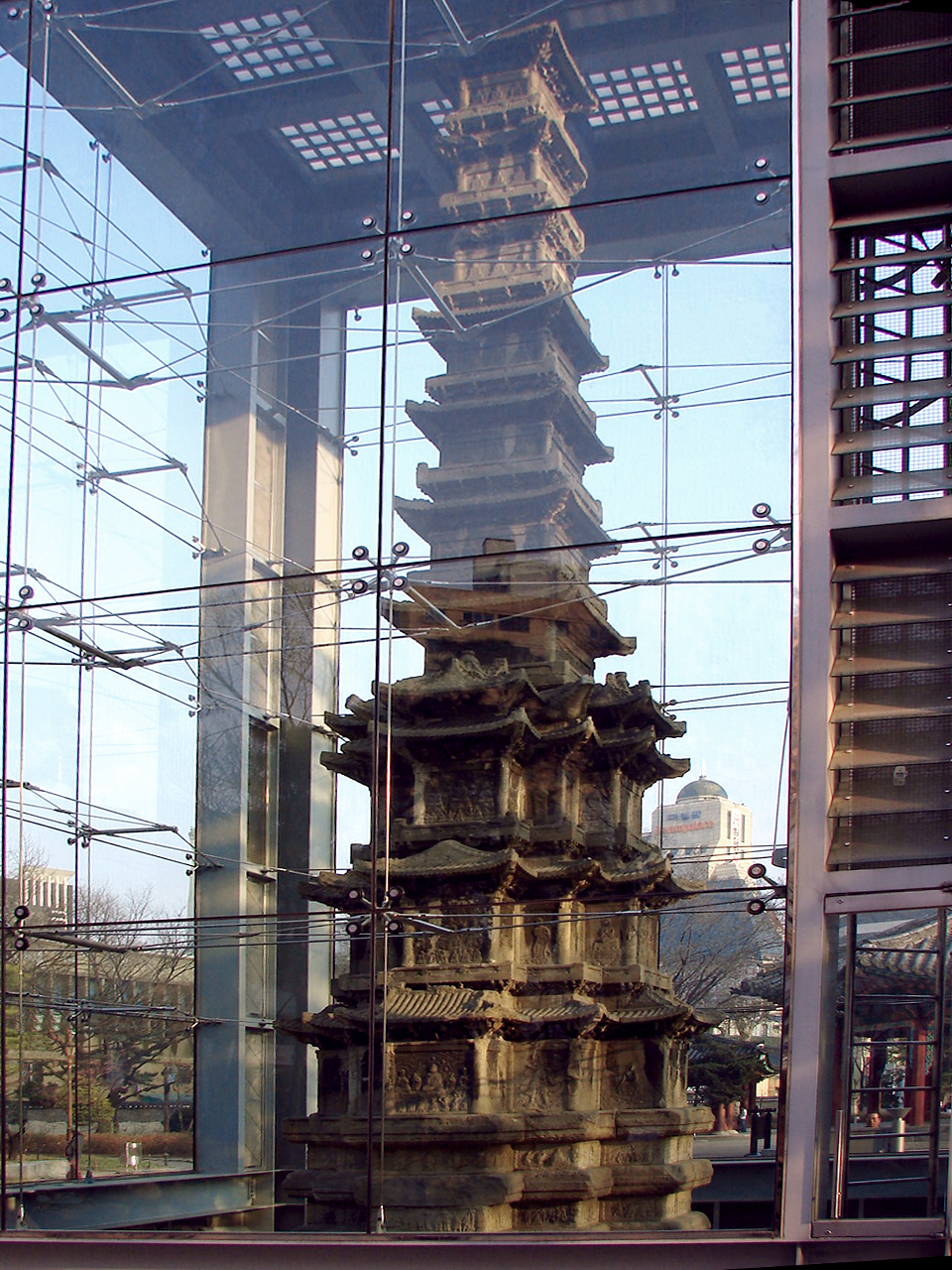
La pagoda di Wongaksa protetta da una cupola di vetro nel parco Tapgol di Seul.

La pagoda di Wongaksa è una pagoda in marmo di dodici metri eretta nel 1467 e un tempo parte del tempio di Wongaksa, di cui ne rappresenta l'ultima vestigia, nonché unico reperto del suo genere dell'epoca della dinastia Joseon. Oggi la si può osservare nel parco Tapgol, nel centro di Seul, in Corea del Sud.

## Storia
La pagoda venne eretta due anni dopo l'edificazione del tempio di Wongaska, concluso nel 1465, per volere di re Sejo. Il tempio venne così nominato per via della sutra buddhista dell'illuminazione completa. In seguito alla conversione del regno di Corea al confucianesimo, il tempio perse di importanza, fino ad arrivare alla conversione in casa per kisaeng sotto il sovrano pronipote del fondatore, Yeonsan-gun, in ufficio governativo sotto il sovrano Jungjong ed infine riparo per cavalli. Durante l'invasione giapponese della Corea dell'ultimo decennio del XVI secolo, l'apice della pagoda venne asportato dal corpo centrale dagli invasori nipponici, per essere posto ai piedi della pagoda stessa. La porzione superiore tornerà al suo posto solo nel 1947 grazie al corpo degli ingegneri dell'esercito americano, che la riposizionarono al vertice della pagoda.
Il 12 dicembre 1962, la pagoda di Wongaksa venne designata come secondo tesoro nazionale.

## Caratteristiche
La struttura è caratterizzata da un basamento su tre livelli di forma poligonale, finemente scolpiti con raffigurazioni mitiche di dragoni, leoni e fiori di loto, e il corpo vero e proprio della pagoda i cui primi tre livelli ricalcano la forma del basamento, mentre i restanti sette sono di forma quadrata. Tutti e tredici i piani della pagoda sono stati scolpiti così da rappresentare la tradizionale casa coreana del tempo. Al vertice della pagoda venne incisa un'iscrizione per la commemorazione dell'edificazione della stessa in cui si può notare anche l'anno esatto di conclusione dei lavori.
A differenza della maggior parte delle pagode coreane, per le quali veniva principalmente utilizzato il granito, la pagoda di Wongaksa ha la particolarità di essere composta da marmo. Proprio per questa caratteristica e per la sua struttura, si ritiene sia stata ispirata dalla pagoda di Gyeongcheonsa, oggi conservata al museo nazionale della Corea.

## Galleria d'immagini

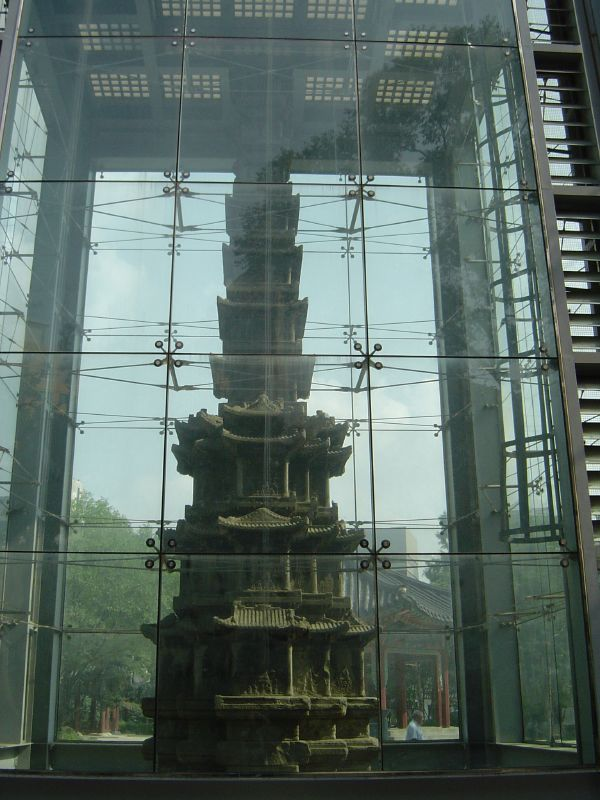
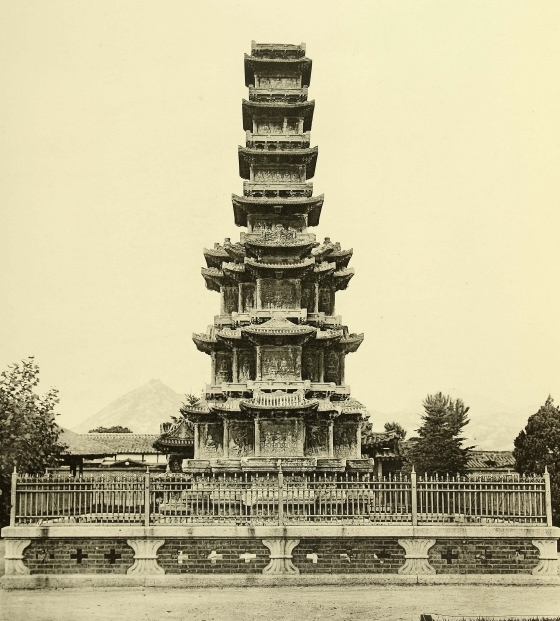
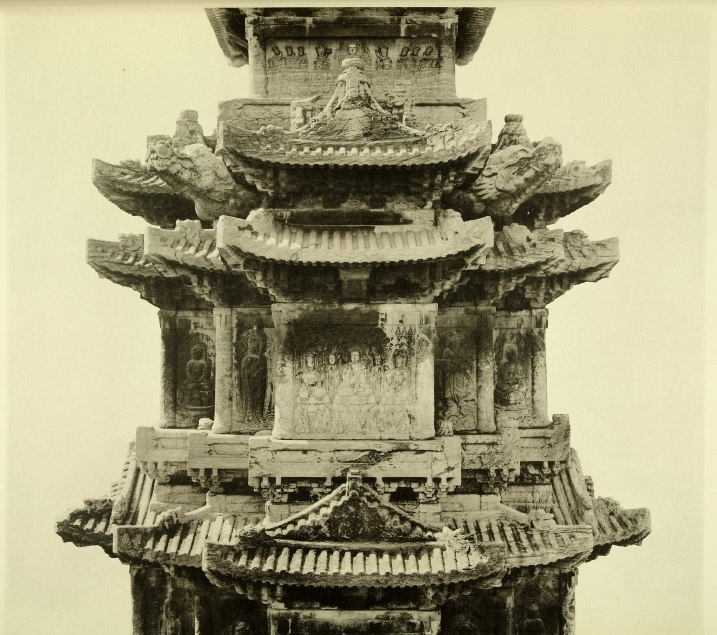
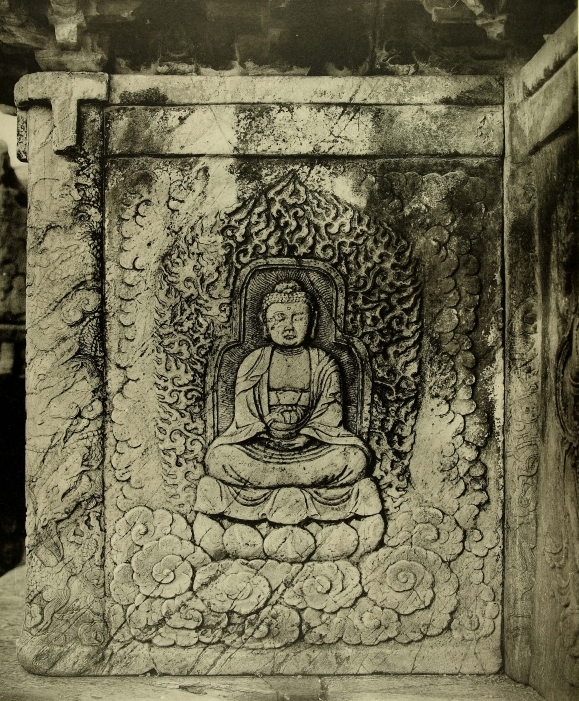
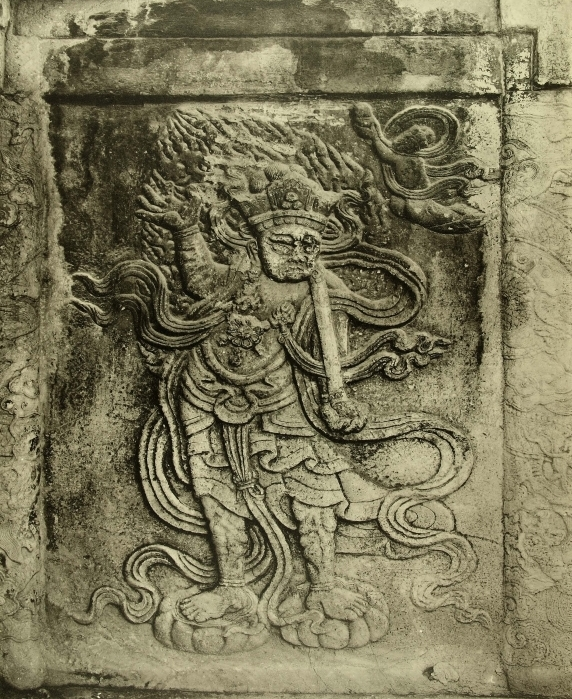
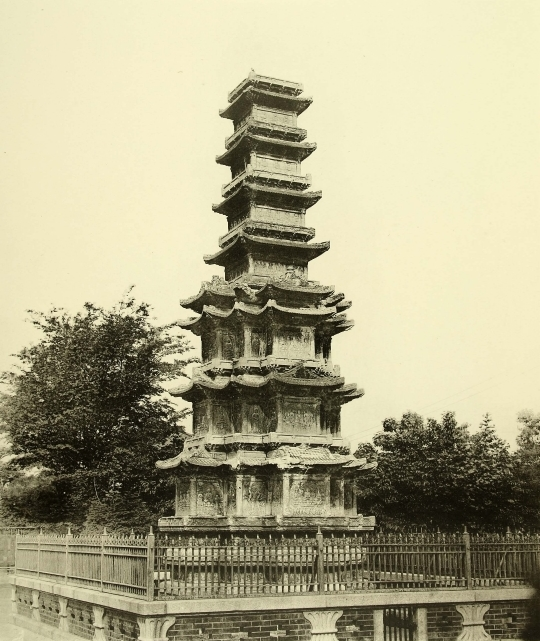